# 那慕爾省
那慕尔省（法語：Namur，法語發音：[namyʁ] ⓘ，荷蘭語發音：[ˈnaːmə(n)] ⓘ，德語發音：[naˈmyːɐ̯] ⓘ），比利时瓦隆大區中部省份，省会那慕爾，面積3,666km²，人口494,325（2019年）。该省通行法语，是比利时法语社群的一部分。

## 地理
那慕尔省北至瓦隆布拉班特省，西临埃諾省，东北接列日省，东南接盧森堡省，南至法國阿登省。

## 行政
那慕尔省下分三个区：迪南区、那慕爾區和菲利普维尔区，共辖有38个市镇。

## 名人
- 网球运动员贾斯汀·海宁
- 電影演員西西莉·迪·法蘭斯、伯努瓦·普尔福德（法语：Benoît Poelvoorde）
- 阿道夫·萨克斯，萨克斯的发明者。

## 图集

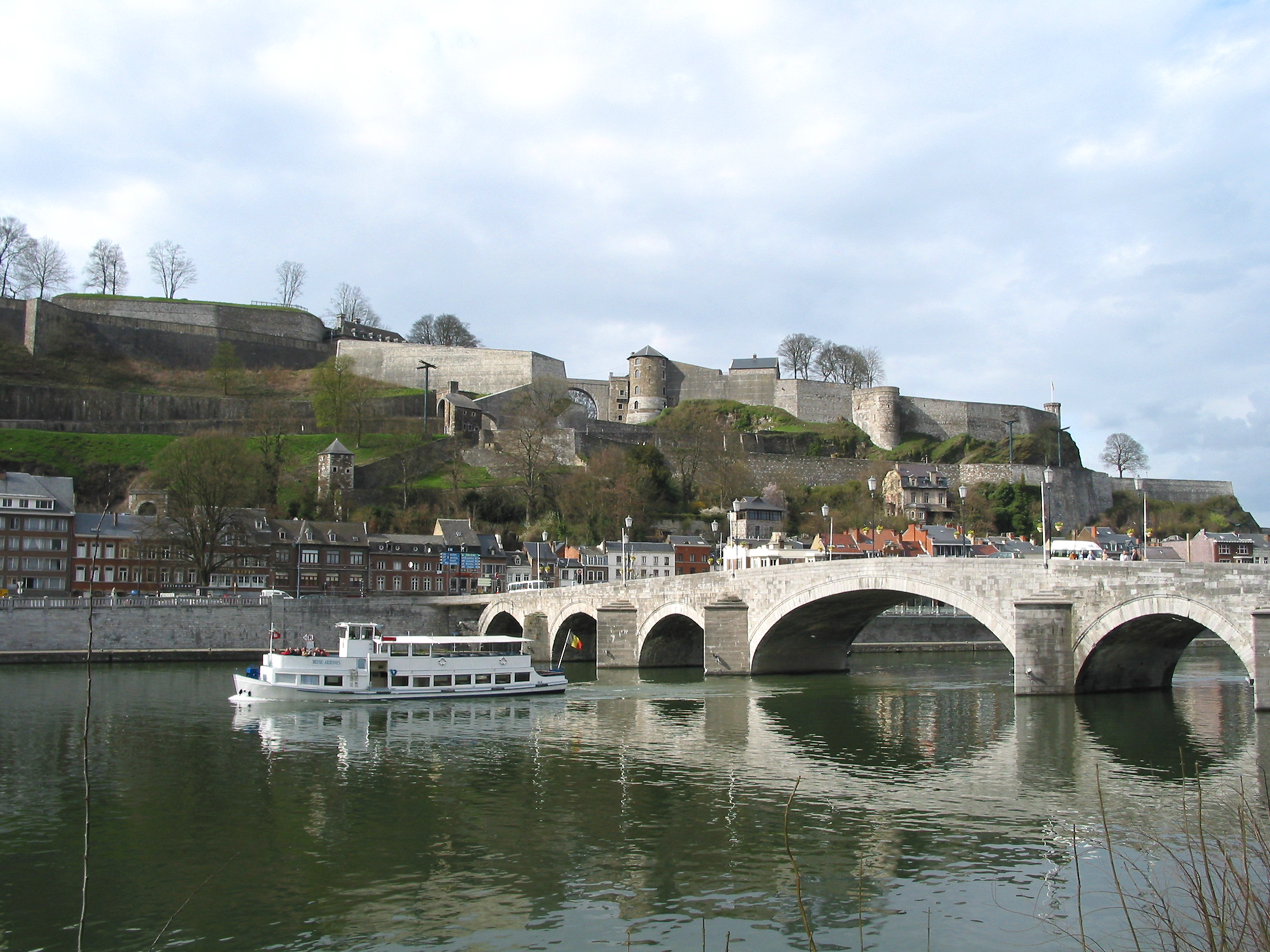
默兹河，让布桥与那慕尔城堡
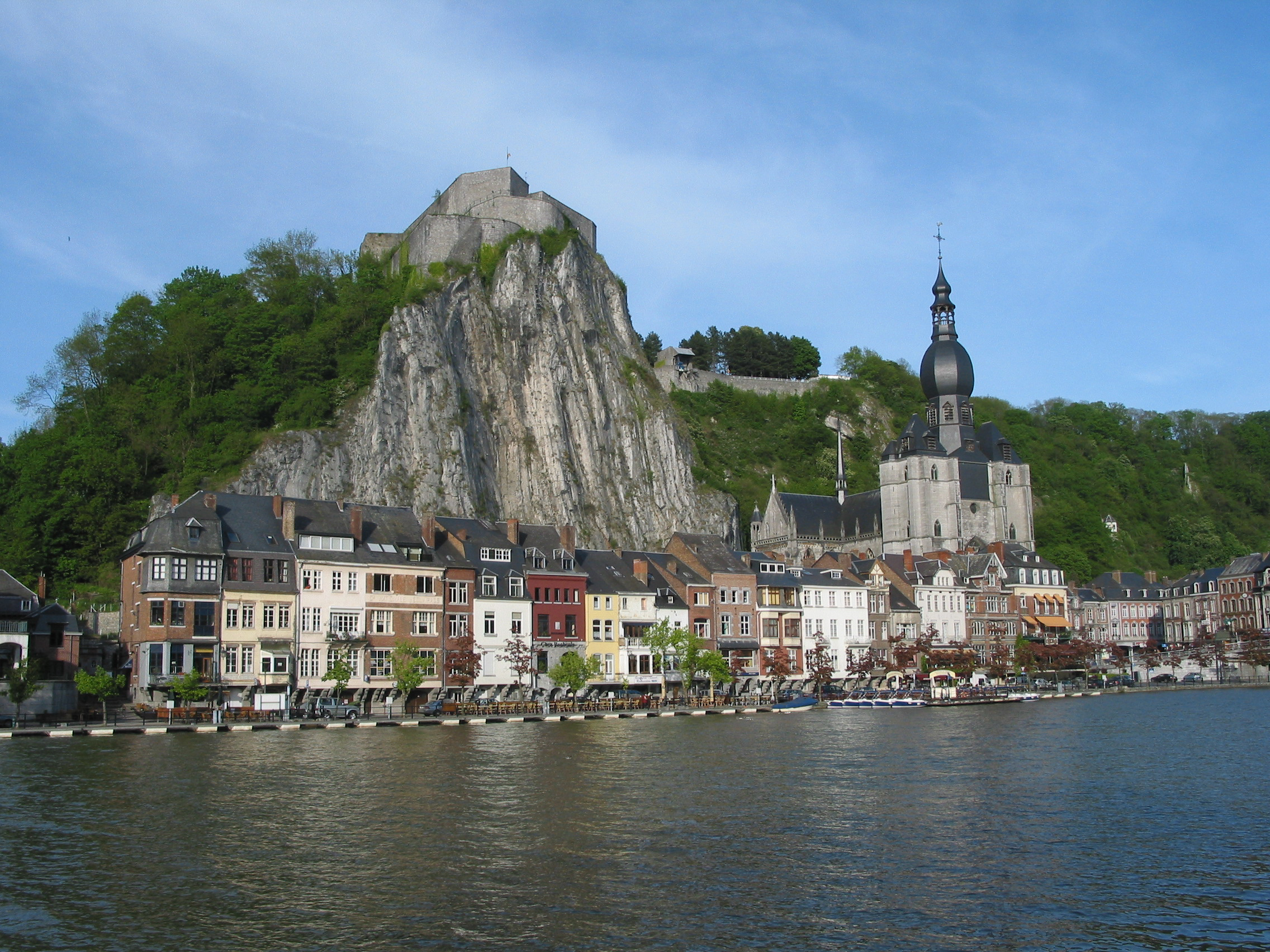
迪南，圣母协同教堂与默兹河
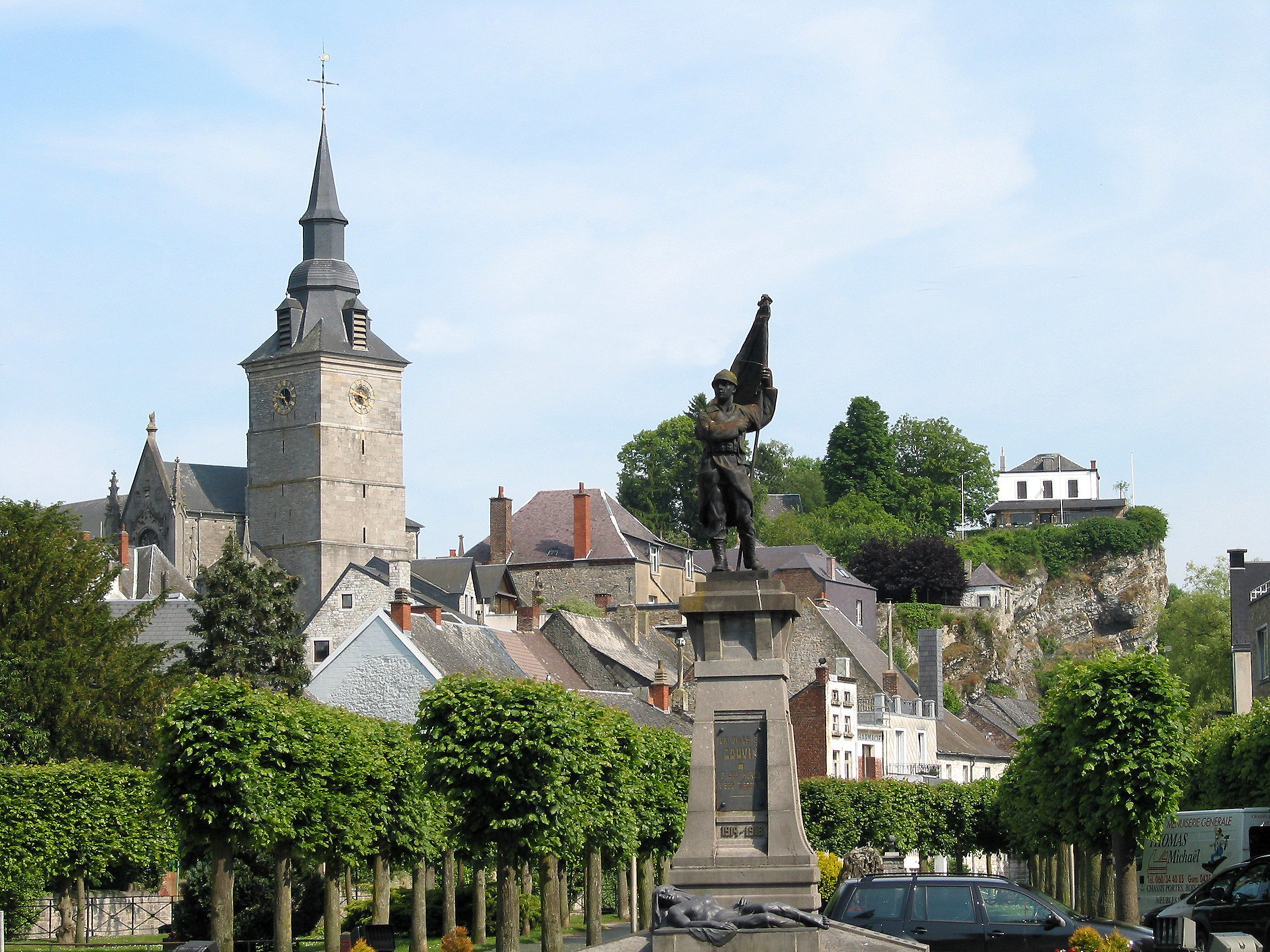
库万旧城
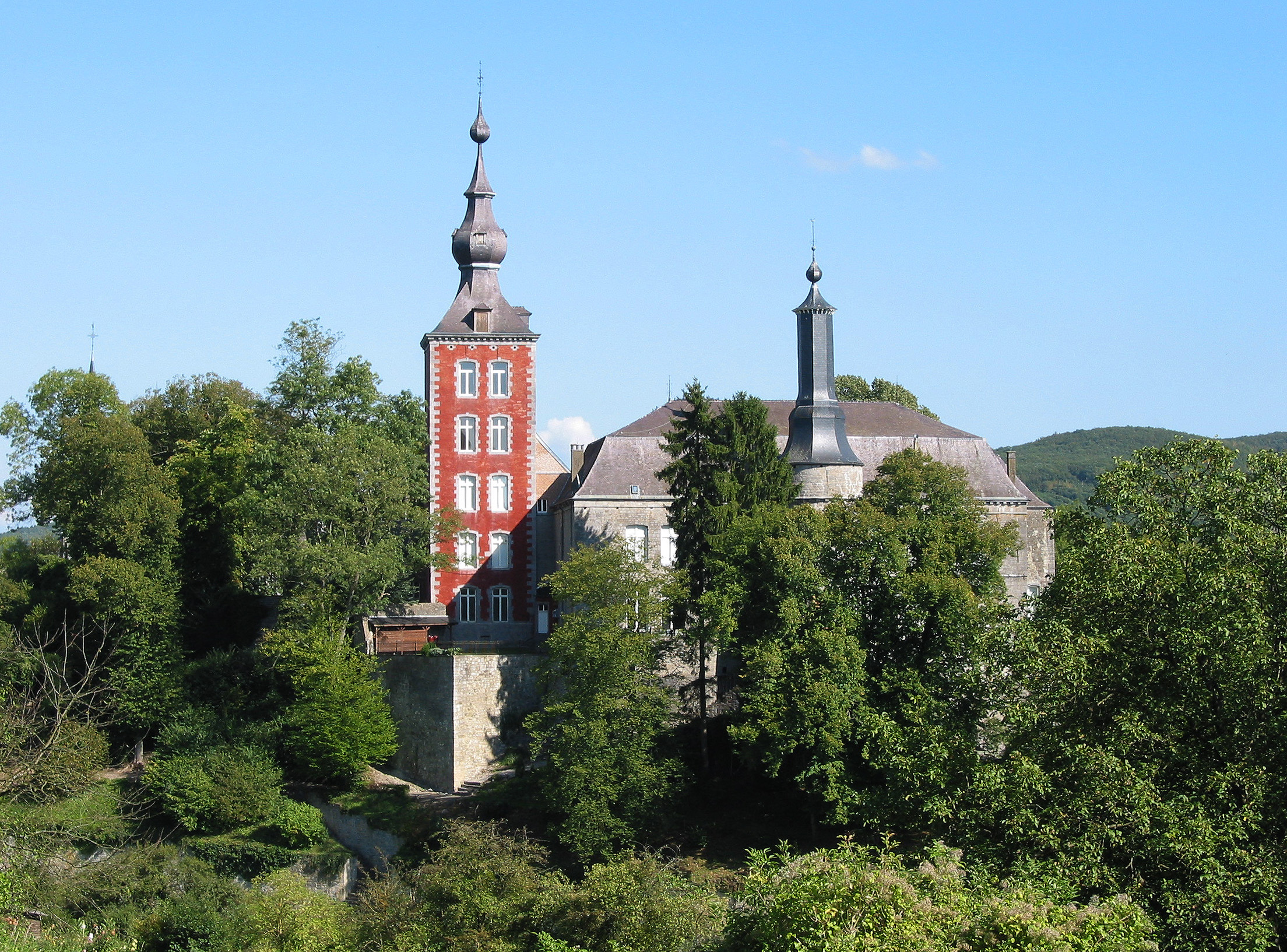
维鲁万瓦勒的维鲁万河畔维耶尔沃城堡（英语：Vierves-sur-Viroin Castle）
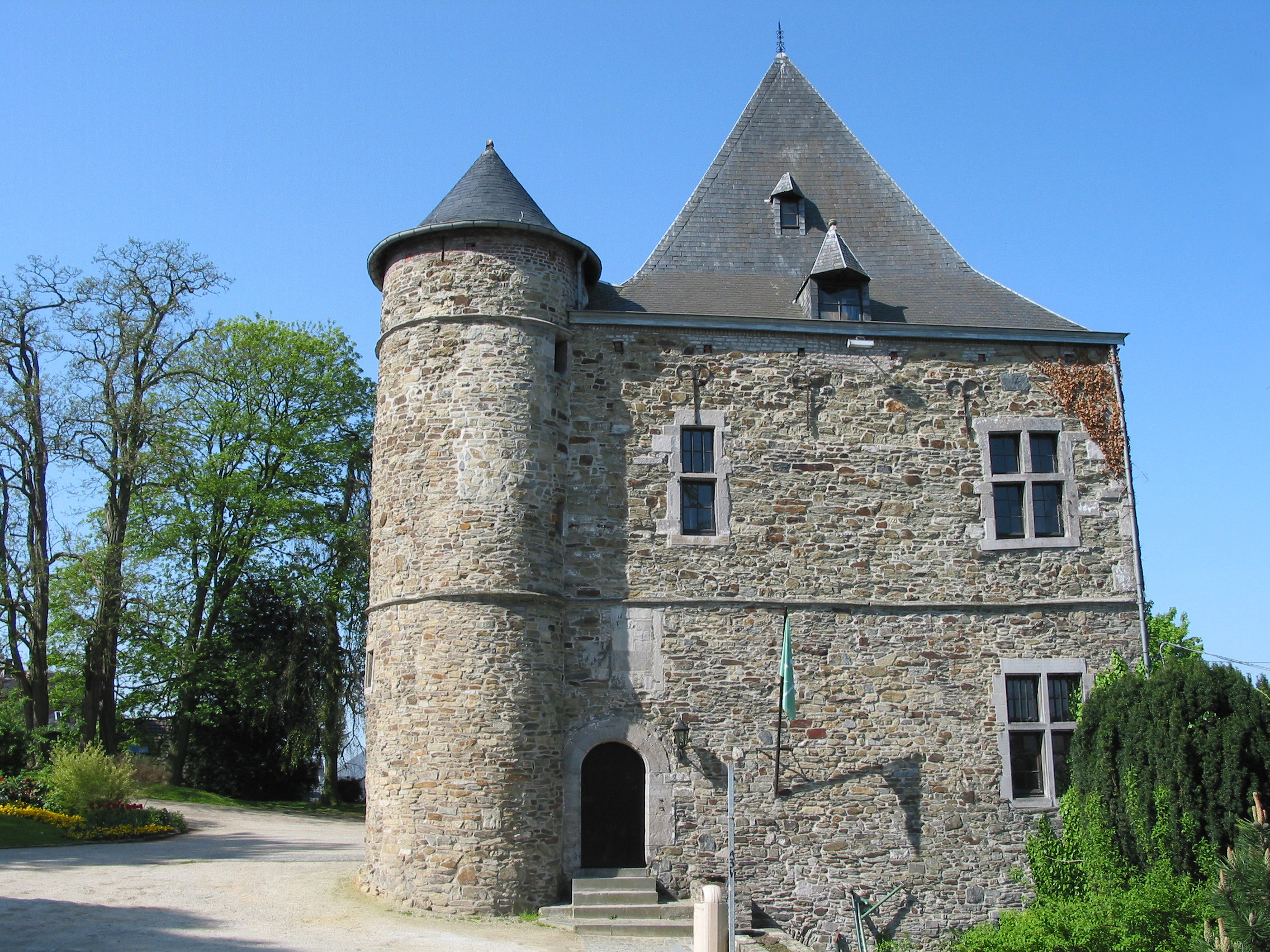
让布卢的典吏楼
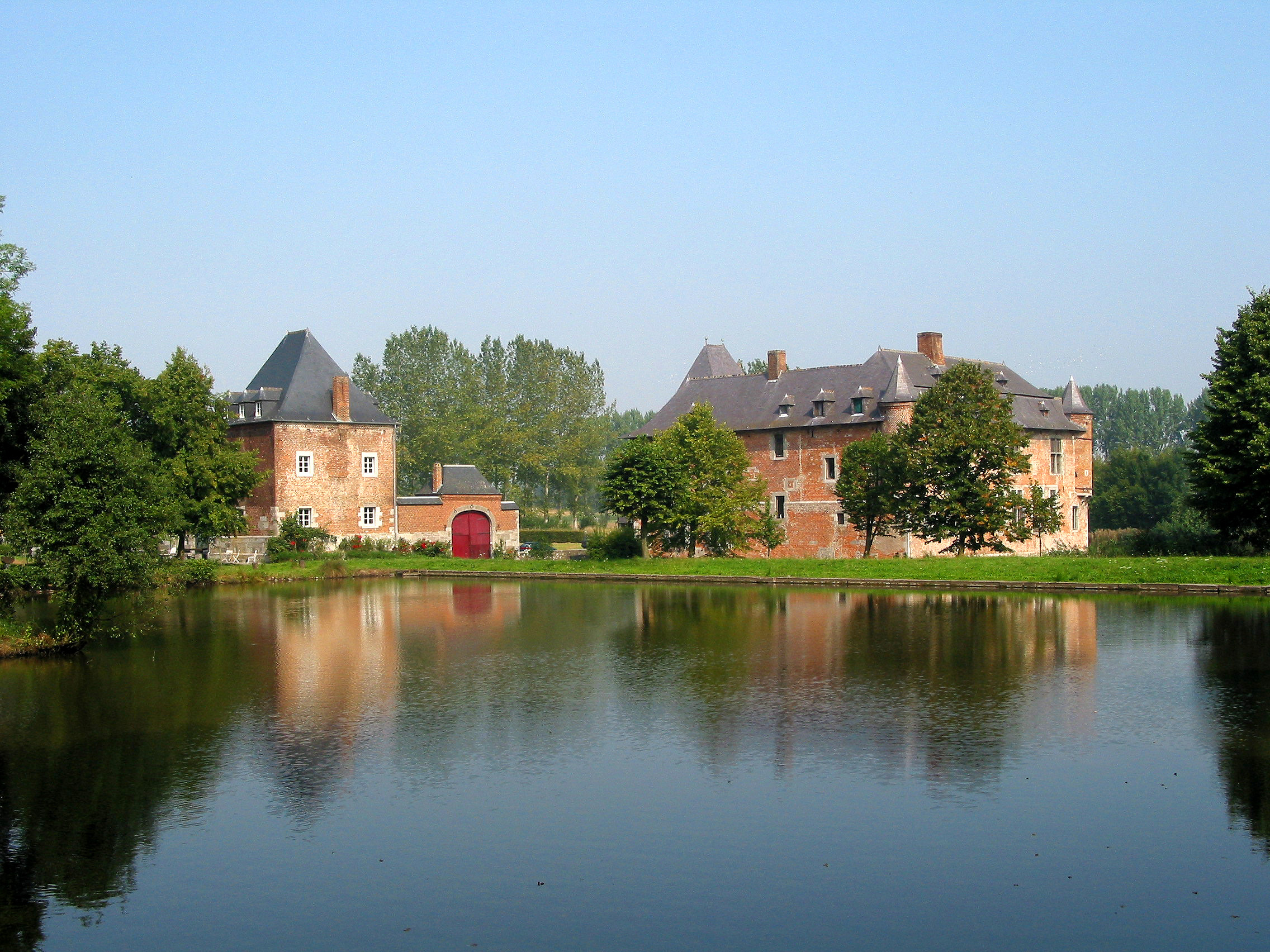
费内尔蒙城堡
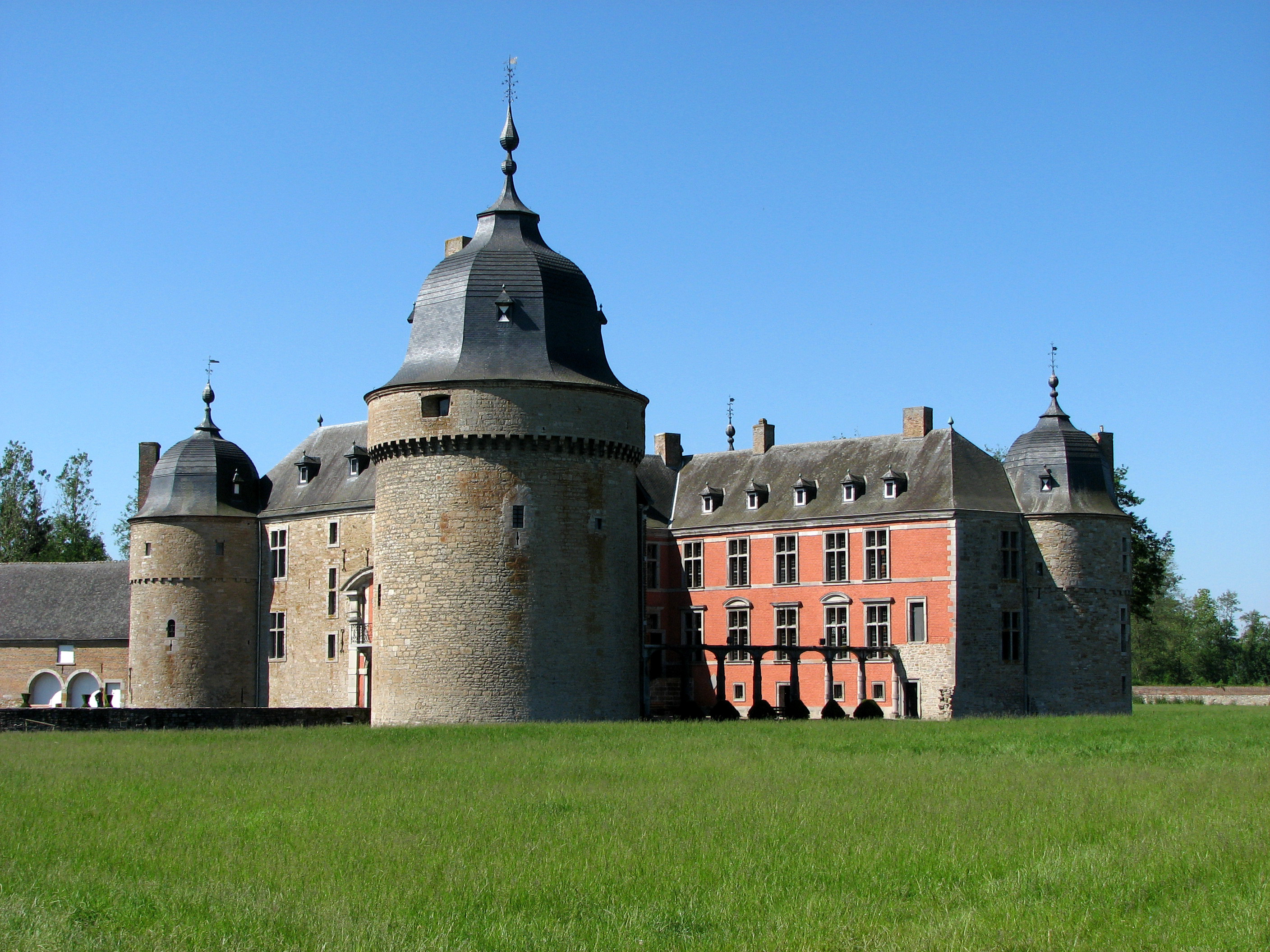
罗什福尔附近的拉沃圣安娜城堡
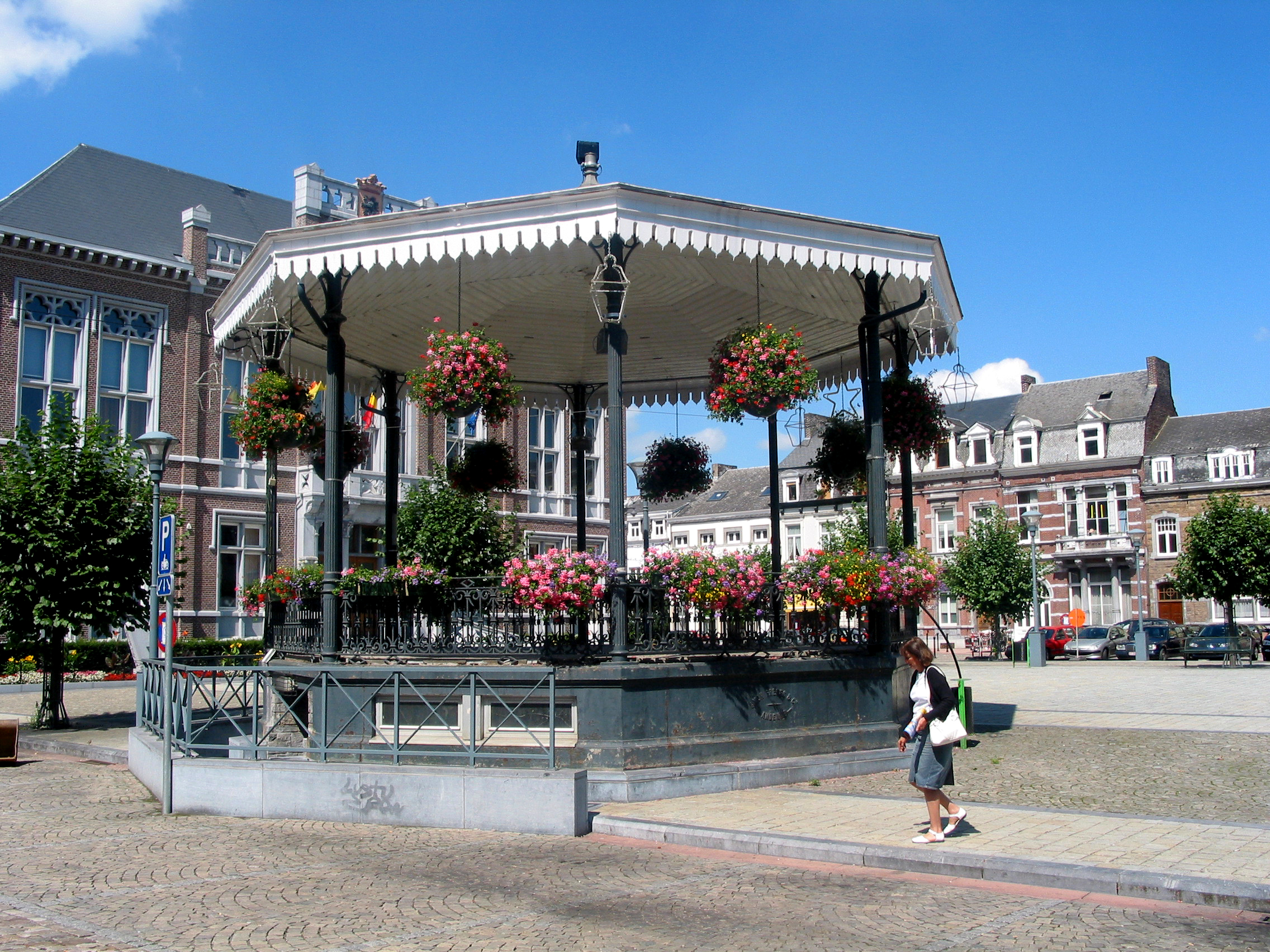
昂代讷椴树广场的凉亭（建于1879年）